# ダラム・スクール
ダラム・スクール (Durham School) はイギリスの教育機関で、3歳から18歳までの生徒・学生が在籍している。1414年にダラム司教 トーマス・ラングレーにより設立され、1541年には宗教改革に伴う修道院の解散が行われる中、ヘンリー8世により再設立された。ダラム市内において最古の教育機関として知られている。
ノース・イースト・イングランドのダラムにあり、1985年に共学化されるまでは完全男子校であった。校長会議に参加しており、デイ・スクールおよびボーディング・スクールに650名の学生が在籍する。プレパラトリースクール (バウ、ダラム・スクールとして知られる) には160名ほどの生徒が在籍している。ダラム・スクールおよびバウの卒業生には政治家や宗教者、イギリス貴族も多数含まれる。卒業生はオールド・ダネルミアンズ(Old Dunelmians)と呼ばれる。2014年には開校600周年を迎えた。

## 沿革
ダラム・スクールの歴史は、大きく3つの年代に分かれる。1414年の創立から1541年まで、1541年のヘンリー8世による再設立から1844年まで、そして1844年に現在の場所に移転してから現在までである。ダラム・スクールは、歴史やオックスフォード英国人名事典においてはしばしば「ダラム・グラマー・スクール」という名称で登場する。

### 1541年まで
ダラム・スクールは1414年にトマス・ラングレーにより創立された。これは、1861年にパブリックスクールに編入される際、クラレンドン委員会により英国で18番目に古い学校として認定されたものである。しかし、その起源はリンディスファーン島にあり、ヴァイキングの略奪から逃れるため聖カスバートの聖遺物がダラム大聖堂に移された時に遡るとも言われている。ラングレーが創立した際には、ダラム大聖堂の北側にあるパレス・グリーンの東側に置かれた。

### 1541年から1844年まで
1541年、宗教改革による修道院の解散を受けて、ヘンリー8世により再設立された。敷地は従前のままで、校長であったヘンリー・スタッフォードも留任した。1640年には古い校舎がスコットランド人らによって完全に破壊され、当時の校長リチャード・スメルトはイージングウォルドにあった自身の牧師館に引退することになった。
そして、ダラム・スクールは1652年から1653年まで議会に委任されることになった。
校舎は破壊されたものの、教育は市内にあった寄宿舎で続けられた。

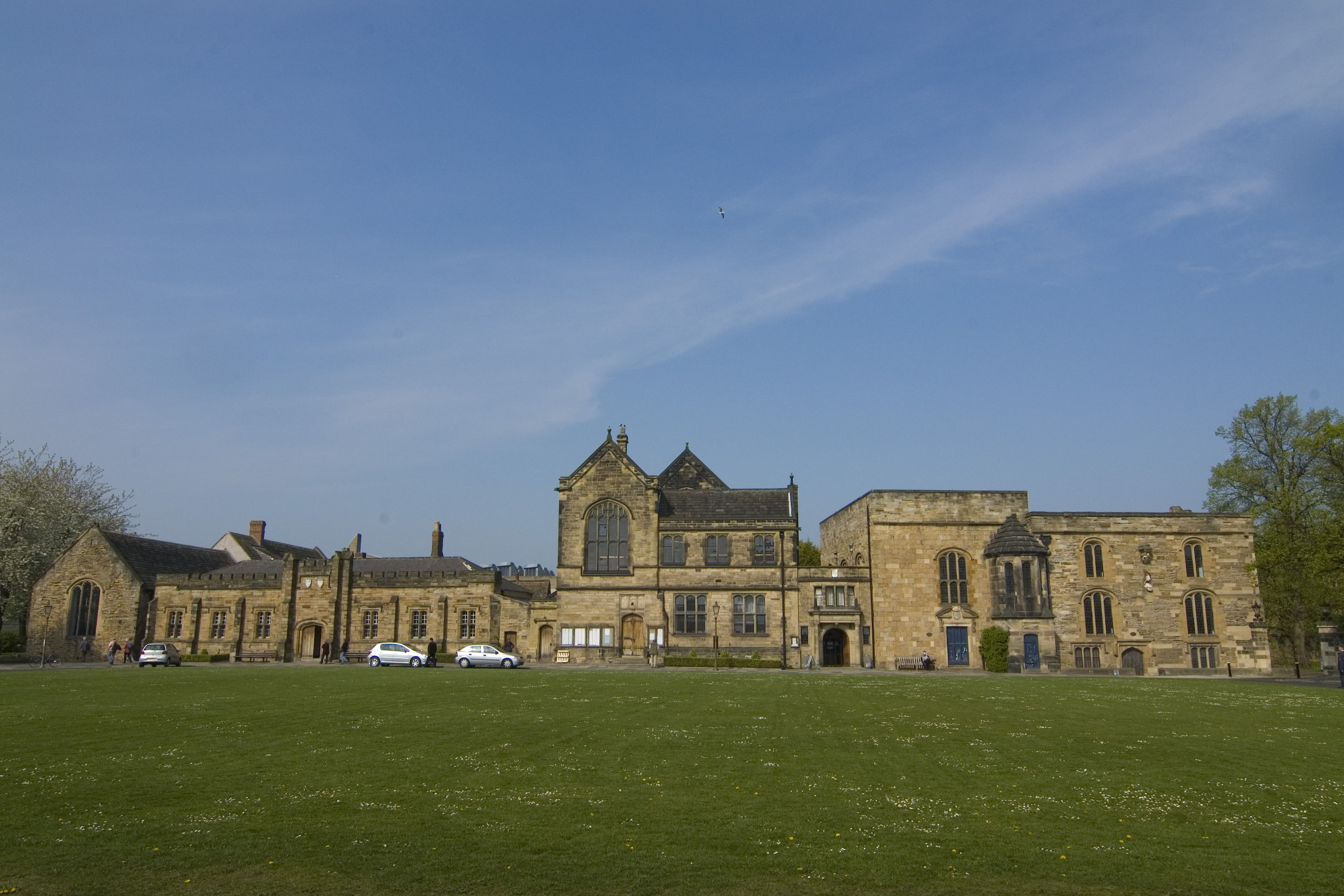
ダラム大聖堂の「パレス・グリーン(Palace Green)」。画像左側に1661年から1844年までダラム・スクールがあった。

1661年にダラム・スクールは現在ダラム大学音楽校がある場所（パレス・グリーンの北西側）に移転した。
18世紀のダラムには教育への熱意があった。1661年にパレス・グリーンに再建されたダラム・スクールは、その後すぐに、地方のグラマー・スクールから、北部でも確かな定評と大きな影響力を持つパブリック・スクールとなった。我々は、その復興の足跡をサルヴァン、ウィルキンソン、ハッチンソン、ブラキストン、フォーセット、バウズ、カルヴァリー、コールといった馴染みのある都市の名に辿ることができる。ダラム・スクールの大きな栄達の一つは、緑の中の古い学校が紡いできた由緒に鼓吹された地元史学者や古美術家の継続的な活動である。中でも最も著名なのはジェームズ・ミクルトン (1638年–1693年)であり、彼なくして中世あるいは17世紀のダーラムの歴史を語ることはできない。地域の歴史を紐解く者は、修道院解散に際して大聖堂の蔵書を維持するため善処を尽くしたことで名高いエリアス・スミス(校長：1640年-1666年)や大聖堂の写本の目録を作成したトーマス・ラッド(校長：1691年-1699年、1709年-1711年)に非常に多くを負っている。その後、これらは地史作成のため膨大な資料蒐集を行ったトーマス・ランドール(校長:1761年–1768年)まで受け継がれている。(仮訳)
—William Page、The city of Durham - Introduction (3 of 3) 1928.

### 1844年から現在

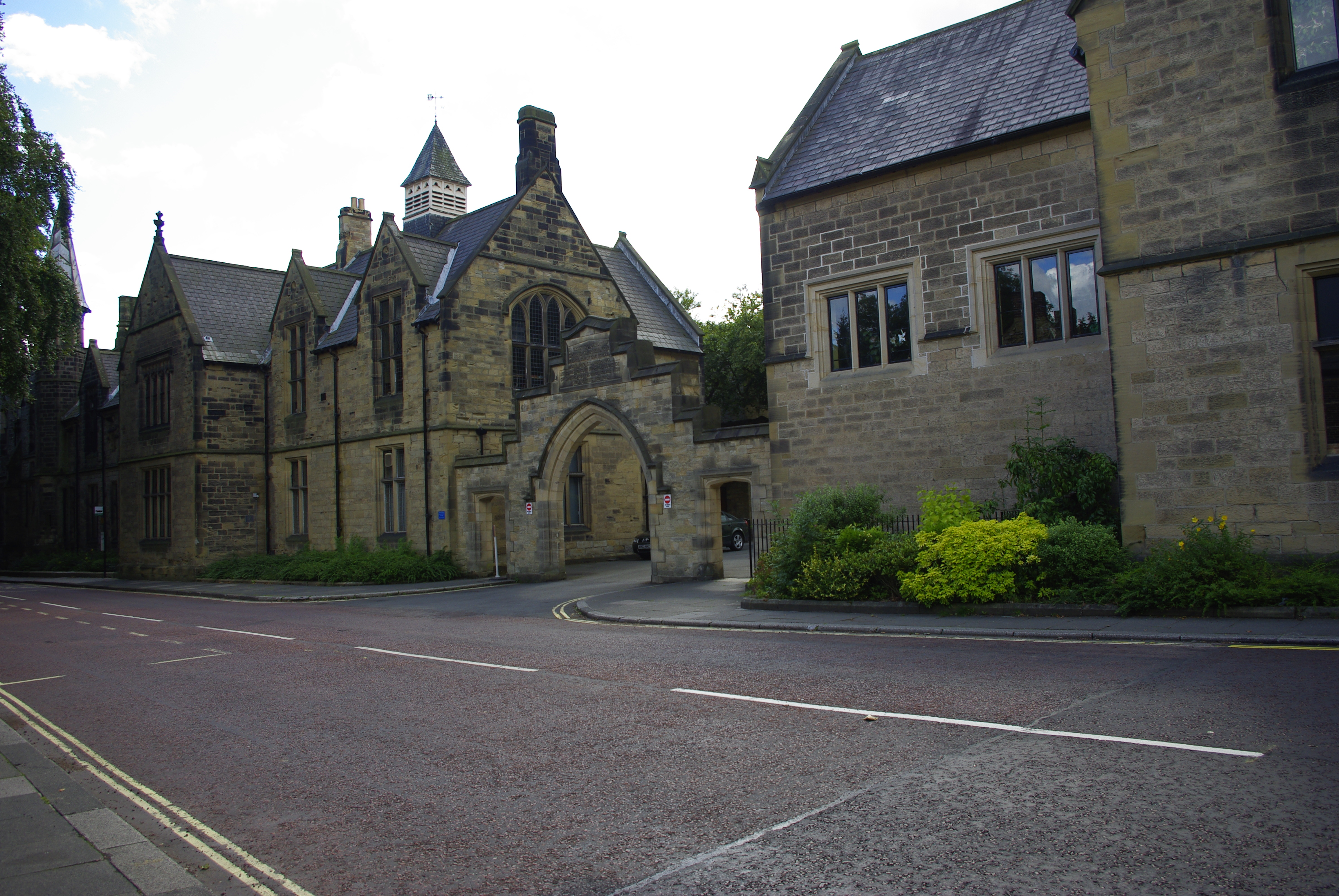
ダラム・スクールの正門。中央にカー・アーチ(Kerr Arch)が見える。

1844年、エドワード・エルダーが校長であった時に、ダラム大聖堂のパレス・グリーンから現在地に移転された。

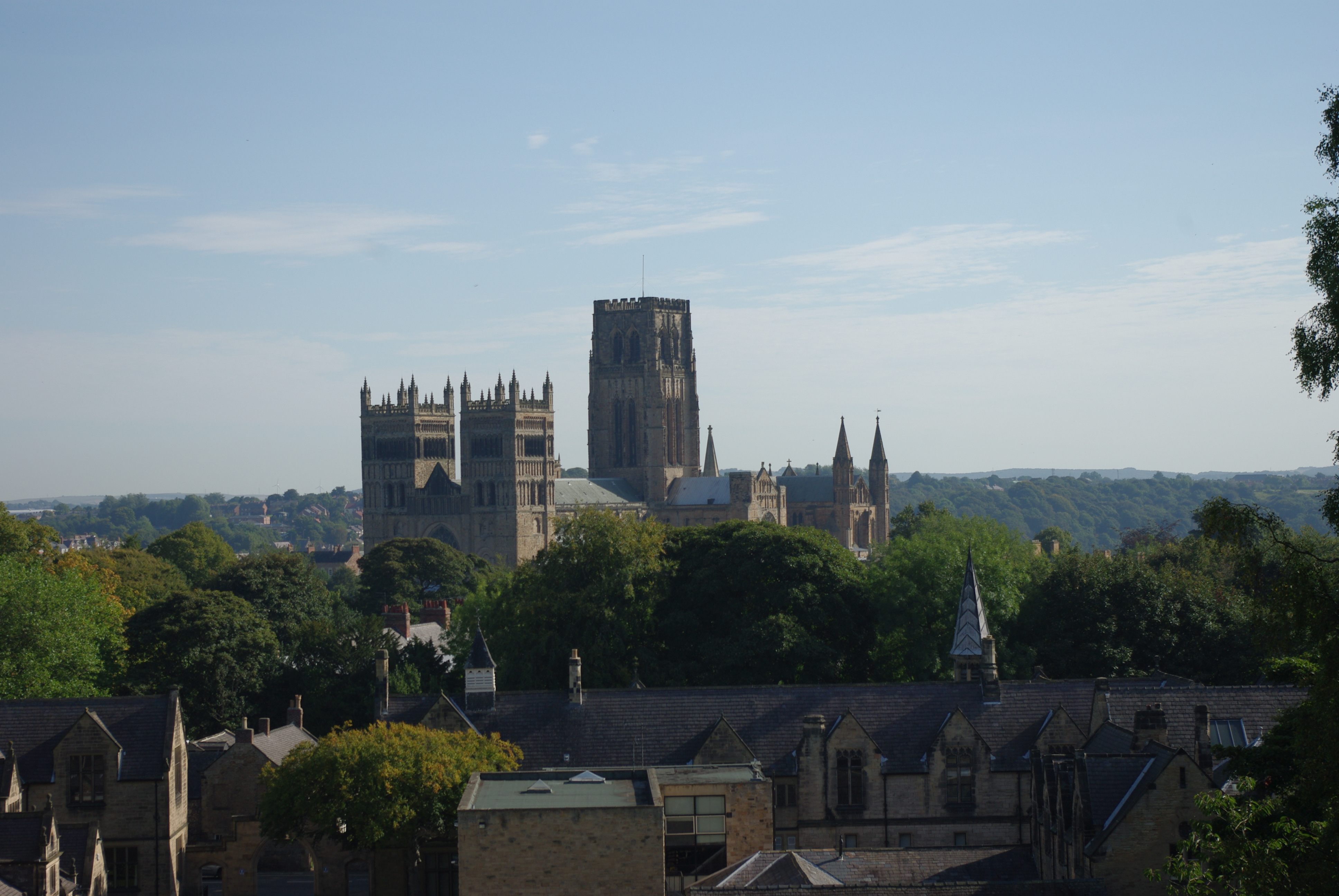
礼拝堂から見たダラム大聖堂。

そして、ダラム・スクールはその後も着実に規模を拡大していった。
1853年から1882年まで校長を務めたヘンリー・ホールデンは、新たな教室や寮、食堂、病室（後に療養所となる）、鐘楼や図書館を建設した。
1882年から1884年まで校長を務めたウィリアム・ファロンは今日まで続く三期制を導入し、校庭の拡張と屋外プールの建設を行った。また、1882年にはハットフィールドのカレッジ・ボート・ハウスからエルベット橋までの間の川辺に舗装した道を作っている。
1907年から1932年まで校長を務めたリチャード・バドワースの主導で大規模な拡張が行われた。彼の任期中、コートが5面追加され、新しい寄宿寮（現在では管理用の建屋になっている）やラングレー・ハウス、礼拝堂が建てられた。また、校庭や教室も新しくなり、プールハウス（屋内プール）、教練場、射撃場、カー・アーチ（Kerr Arch)も設けられた。このアーチはG. C. カー（Graham Campbell Kerr、ケンブリッジ大学ボート部員でラグビースコットランド代表、スーダンで最初の文民総督となった)を記念して校舎正門の前に建てられたもので、第二級指定建築物の指定も受けている。
1958年から1967年まで校長を務めたジョン・ブレットはクリケット場や食堂、工房、療養所を新設した
1972年から1982年まで校長を務めたマイケル・ヴァランスは11歳から13歳までの少年のためにフェレンス・ハウスと名付けられた寄宿寮（2003年に閉鎖）を設けた。しかし、最大の成果はバドワース・スポーツ・センターとルーチェ・シアターの建設である。
1982年に校長を務めたマイケル・ラングはシックス・フォームの女子にも門戸を開いた。また、バドワース・スポーツ・センターの近くに教室棟を建設した。
ニール・カーンはダラム・スクールを完全共学とし、マクロード・ハウス(MacLeod House、女子寮)を設置した。また、全天候型の運動場を礼拝堂の近くに建設した。
ダラム・スクールは1985年から男女共学となり、1996年にはダラム大聖堂の分会や学監からも独立した。

## バウ、ダラム・スクール
バウ、ダラム・スクール(Bow, Durham School)はダラム・スクールのプレパラトリースクールであり、3歳から11歳までが対象である。1885年に設立され、2006年に共学化されるまでは男子校であった。キャンパスはダラム・スクールから1.5マイルほど東にあり、世界遺産にもなっているダラム大聖堂を見下ろす場所にある。卒業生はオールド・バワイツ("Old Bowites")と呼ばれ、イギリスの政治家や貴族といった著名人も含まれている。例えば、初代イングルウッド男爵ウィリアム・フレッチャー=ベーン(訳注:第二次大戦ではダラム軽歩兵連隊の中佐として従軍)、陸軍中将ブライアン・ホロックス卿(訳注:エル・アラメインの戦いでイギリス第10軍団を率いて活躍)や庶民院議員ギルバート・ロングデン卿、プロスポーツ界ではラグビーイングランド代表で主将も務めたマイク・ウェストンなどが挙げられる。

## 著名な出身者: オールド・ダネルミアンズ
ダラム・スクールに在籍していた者はオールド・ダネルミアンズ(Old Dunelmians)と呼ばれ、一般社会や軍、芸術、宗教、スポーツといったあらゆる分野で活躍している。ダネルミアン("Dunelmian")はダラム("Durham")のラテン語形容詞形である"Dunelmensis"から派生して作られた語で、「ダラム(の)人」と言った意味合いである。
- グランビル・シャープ[23] ・・・ イギリスの奴隷制度廃止運動 指導者、シエラレオネへの解放奴隷の植民を行った。
- ヘンリー・ハーディング[24] ・・・ 陸軍元帥、インド総督。第一次シク戦争で活躍。
- アーサー・サルヴァン（英語版）[25] ・・・ イギリスで有名な建築家。
- マイケル・ガフ[26] ・・・ 俳優。1989年～1997年にかけて映画「バットマン」シリーズにてアルフレッド・ペニーワースを演じた。
- イアン・グレッグ ・・・ イギリス最大のベーカリーチェーン、グレッグス(英語版)の元CEO
- ジェフ・パーリング ・・・ ラグビーイングランド代表。
- アレクサンダー・アームストロング[27] ・・・ 俳優、コメディアン。イギリスのSFドラマ「ドクター・フー」などに出演。

## 訳注
1. ↑  イングランドでは学年で区切らず、キー・ステージという段階ごとに指導要領が定められている。シックス・フォームは16歳～19歳にかけての時期で、日本では高校2・3年生にあたる。詳しくはイギリスの教育を参照。